# Neocalyptis sodaliana
Neocalyptis sodaliana Kuznetzov, 1992 è una falena appartenente alla famiglia Tortricidae, endemica del Vietnam.